# ロヴェーニョ
ロヴェーニョ(イタリア語: Rovegno)は、イタリア共和国リグーリア州ジェノヴァ県にある、人口約500人の基礎自治体（コムーネ）。

## 地理

### 位置・広がり

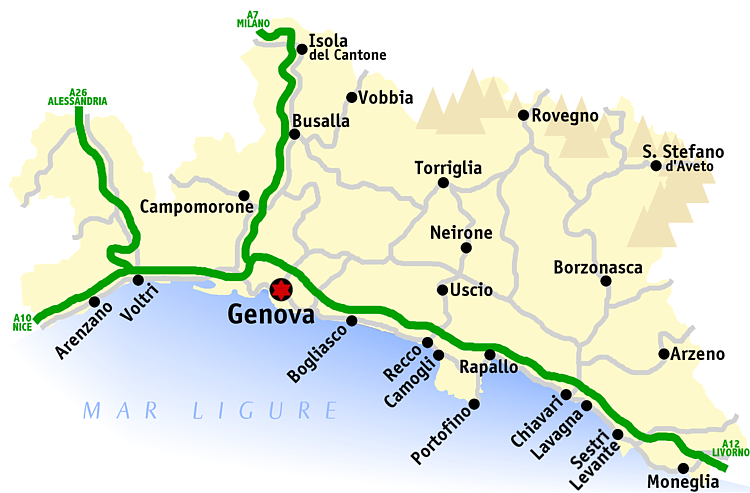
ジェノヴァ県概略図

#### 隣接コムーネ
隣接するコムーネは以下の通り。括弧内のPCはピアチェンツァ県所属を示す。
- ファーシャ
- フォンタニゴルダ
- ゴッレート
- オットーネ (PC)
- レッツォアーリオ

### 地震分類
イタリアの地震リスク階級 (it) では、3 に分類される
。

## 行政

### 分離集落
ロヴェーニョには以下の分離集落（フラツィオーネ）がある。
- Canfernasca, Casanova, Crescione, Foppiano, Garbarino, Isola, Loco, Moglia, Pietranera, Spescia, Valle, Ventarola